# Stefaniola elatiorae
Stefaniola elatiorae är en tvåvingeart som beskrevs av Fedotova 1993. Stefaniola elatiorae ingår i släktet Stefaniola och familjen gallmyggor.
Artens utbredningsområde är Kazakstan. Inga underarter finns listade i Catalogue of Life.